# أرت كوفمان
أرت كوفمان (بالإنجليزية: Art Kaufman)‏ هو مدير فني أمريكي، ولد في 23 ديسمبر 1957 في ديرموت في الولايات المتحدة.